# Karlsruher Burschenschaft Tuiskonia
Die Karlsruher Burschenschaft Tuiskonia ist eine farbentragende, pflichtschlagende Studentenverbindung in Karlsruhe. Die Burschenschaft ist Mitglied in der Deutschen Burschenschaft (DB). Der Name ist abgeleitet vom Namen des wanischen Erdgotts Tuisco.

## Couleur und Wahlspruch
Ihre Farben sind: gold-weiß-violett auf goldener Perkussion
Ihr Wahlspruch lautet: Amico pectus, hosti frontem!

## Geschichte
Die Burschenschaft Tuiskonia wurde am 14. Oktober 1877 von Burschen der Burschenschaft Cheruscia in Dresden gegründet, um mit der Gründungsburschenschaft ein Paukverhältnis zu bilden.
In den folgenden Jahren vertagte Tuiskonia immer wieder. Auf Veranlassung der Karlsruher Burschenschaft Arminia und der Karlsruher Burschenschaft Germania übersiedelte sie nach einem Streit um das Maturitätsprinzip endgültig nach Karlsruhe, wo am 10. November 1896 der Kneipbetrieb aufgenommen wurde. Im Jahre 1903 bezog die Burschenschaft Tuiskonia dann das heute denkmalgeschützte Verbindungshaus, das von einem damaligen Aktiven finanziert worden war und 1905 von der Altherrenschaft übernommen wurde.
Seit 1914 gehörte die Burschenschaft Tuiskonia dem Rüdesheimer Verband deutscher Burschenschaften an, der am 4. Januar 1919 in der Deutschen Burschenschaft (DB) aufging.
Nach der Zwangsauflösung der DB bildeten die Tuiskonia und das Corps Alemannia Karlsruhe 1935 die NS-Studentenkameradschaft Oberrhein. Diese Kameradschaft richtete sich allerdings an den Traditionen des Corps Alemannia und nicht Tuiskonias aus. 1947 wurde die Tuiskonia unter dem Namen Akademischer Verein Rheinland wiedereröffnet, ehe sie nach 1950 wieder mit Namen, Farben und Zirkel in die Öffentlichkeit treten konnte. Nachdem per BGH-Urteil 1953 die Bestimmungsmensur erlaubt wurde, stellten auch die Karlsruher Tuiskonen im Jahre 1956 wieder die ersten Mensuren nach dem Krieg.
Außerdem wurde sie 1951 in den Weißen Verband und 1962 in die Burschenschaftliche Gemeinschaft (BG) aufgenommen, deren Vorsitz sie in den Jahren 1978 und 1979 innehatte. Am 8. Dezember 2012 beschloss Tuiskonia den Austritt aus der BG. Im Geschäftsjahr 2020 übernahm sie den Vorsitz in der Deutschen Burschenschaft.

## Bekannte Mitglieder
- Jürgen Brockstedt (1939–1992), Wirtschafts- und Sozialhistoriker
- Curt Bucerius (1882–1951), Architekt
- Eduard Philipp Arnold (1866–1934), Architekt und Hochschullehrer
- Hanno Müller-Kirchenbauer (1934–2004), Geotechniker
- Jakob Nagel (1899–1973), Staatssekretär der Deutschen Reichspost (1937–1945)
- Wilhelm Schürer (1886–1975), Architekt

Mitgliederverzeichnis:
- Willy Nolte (Hrsg.): Burschenschafter-Stammrolle. Verzeichnis der Mitglieder der Deutschen Burschenschaft nach dem Stande vom Sommer-Semester 1934. Berlin 1934. S. 1059–1060.